# Plagiogyria fialhoi
Plagiogyria fialhoi là một loài dương xỉ trong họ Plagiogyriaceae. Loài này được Copel. mô tả khoa học đầu tiên năm 1941.